# Paśnik niszczyciel
Paśnik niszczyciel (Plagionotus detritus) – gatunek chrząszcza z rodziny kózkowatych i podrodziny kózkowych (Cerambycinae).

## Taksonomia
Gatunek ten opisany został w 1758 roku przez Karola Linneusza jako Leptura detrita. Obok podgatunku nominatywnego Plagionotus detritus detritus wyróżnia się w jego obrębie jeszcze podgatunek Plagionotus detritus caucasicola, który opisany został w 1936 roku przez Nikołaja Pławilszczikowa i ograniczony jest w swym zasięgu do północnej i zachodniej części Kaukazu.

## Opis
Chrząszcz o ciele długości od 10 do 19 mm, ubarwionym czarno z żółtym wzorem oraz czerwonobrązowymi czułkami i odnóżami. Przedplecze jest kulistawe, silnie wyokrąglone na bokach i niemal tak szerokie jak pokrywy. Wzór na przedpleczu jest bardziej rozległy niż u paśnika pałączastego, obejmuje żółte owłosienie jego przodu i wąską, żółtą przepaskę tuż za środkiem jego długości. Tło pokryw jest czarne lub ciemnobrązowe, a rysunek na nich również rozleglejszy niż u p. pałączastego. Obejmuje cztery zmienne, poprzeczne przepaski, przy czym w przedniej połowie pokryw dominuje barwa tła, a w tyle barwa żółta. Pierwsza plama lub przepaska za nasadą pokryw jest mała i przerwana, co odróżnia go od paśnika ziołowego. Wierzchołek pokryw jest ścięty, mniej lub bardziej wyraźnie obrzeżony, a w kątach zewnętrznych często jeszcze ząbkowato wyciągnięty, podczas gdy u p. pałączastego zaokrąglony. Wszystkie uda mają długie i odstające włoski na spodniej stronie, co odróżnia ten gatunek od paśnika ziołowego, u którego takie włoski mają tylko uda przedniej pary. U samców golenie odnóży tylnej pary są nieco zakrzywione.

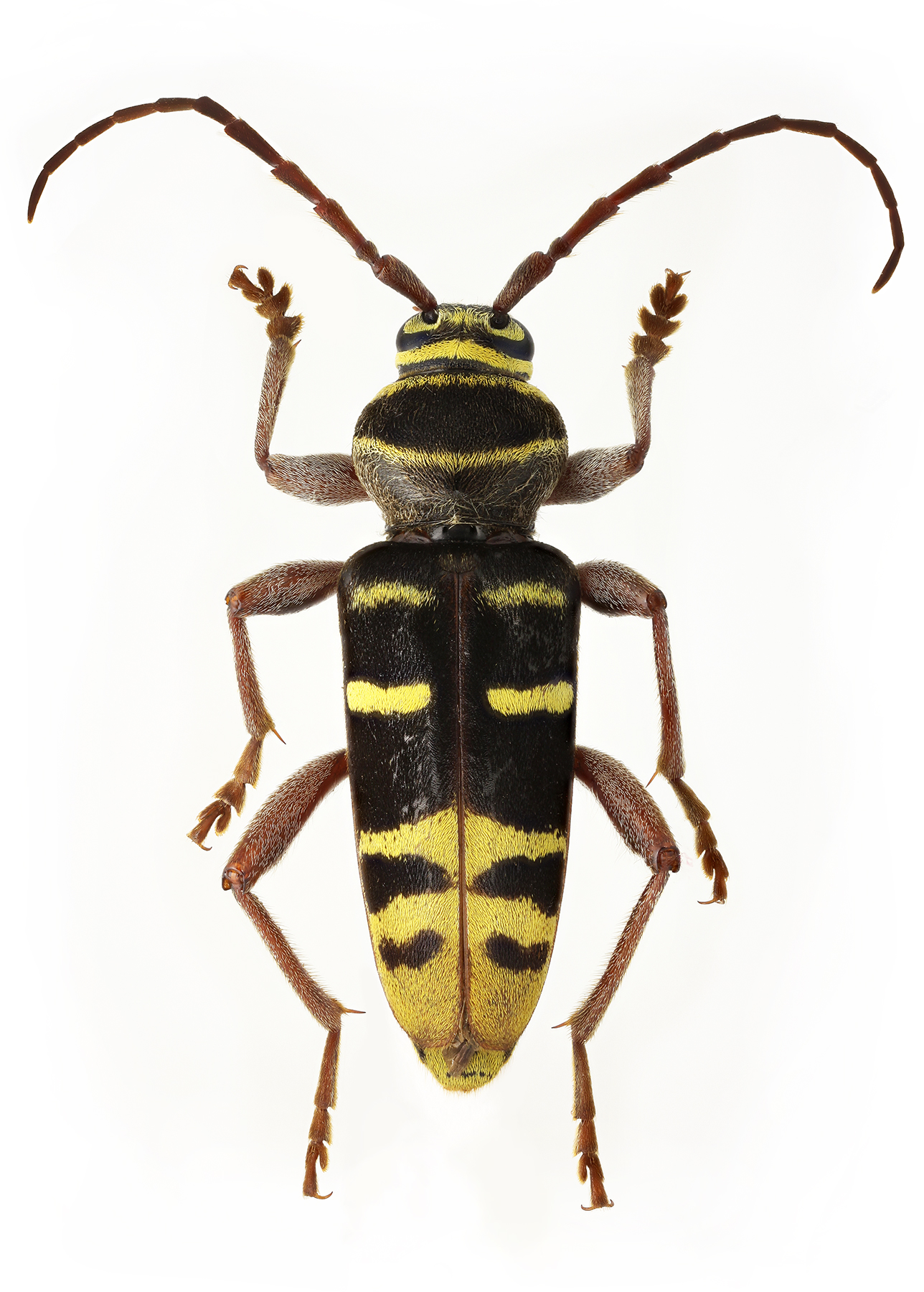
Widok od góry
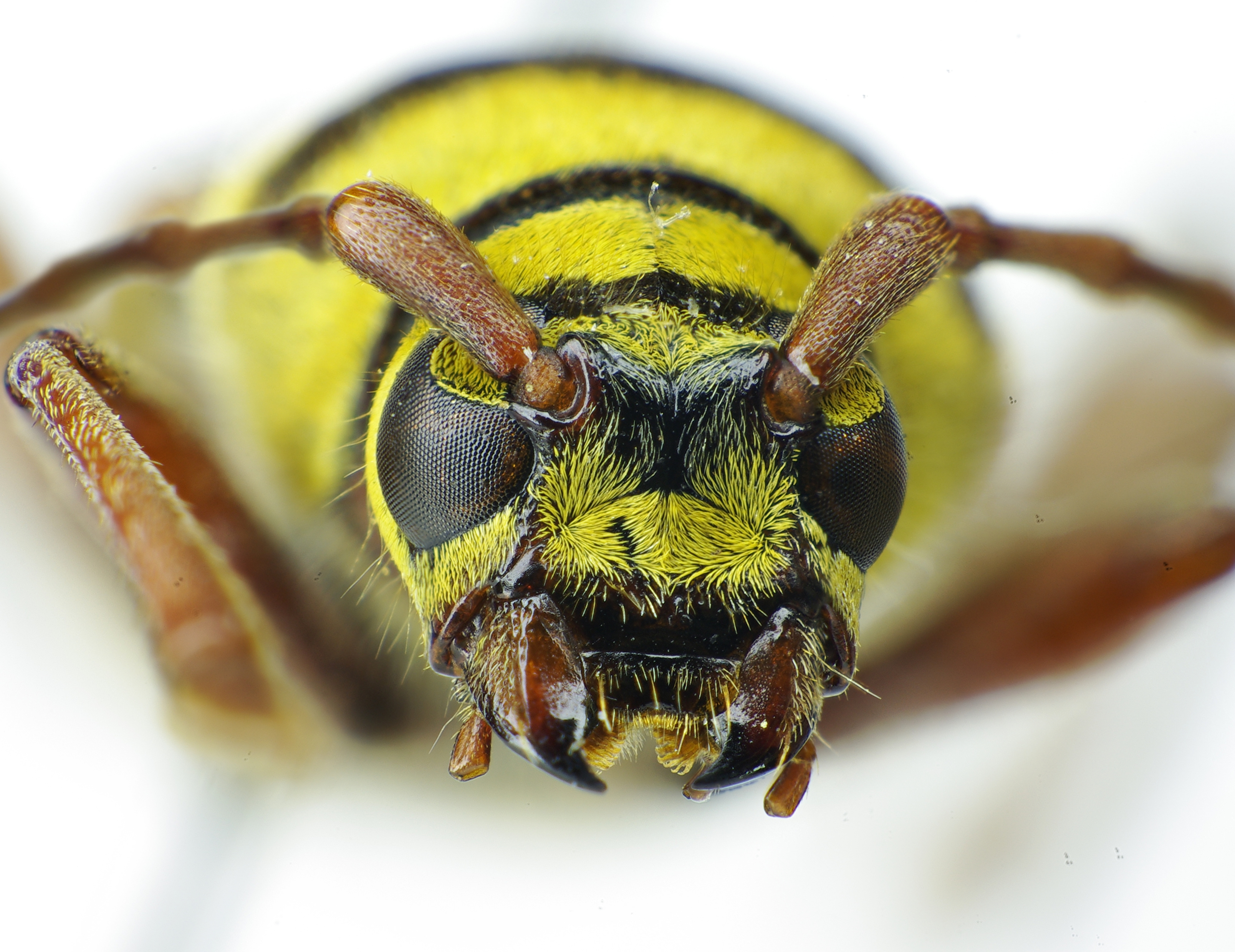
Widok z przodu
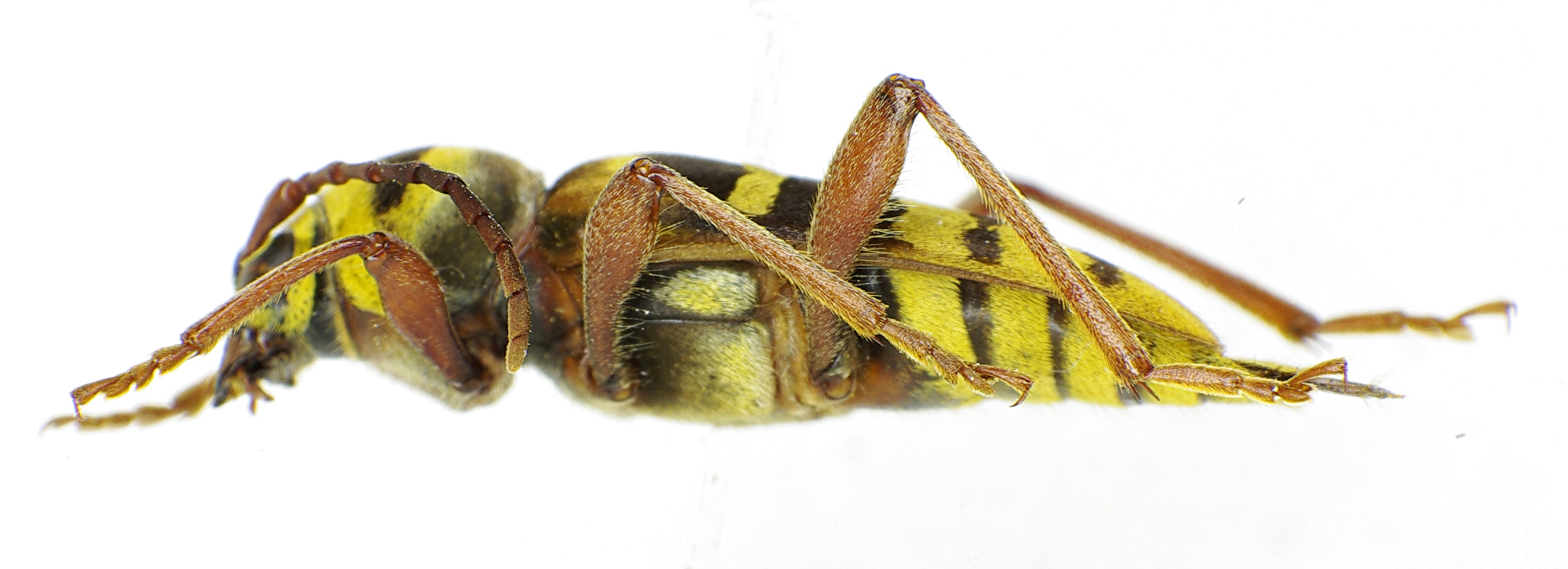
Widok z boku
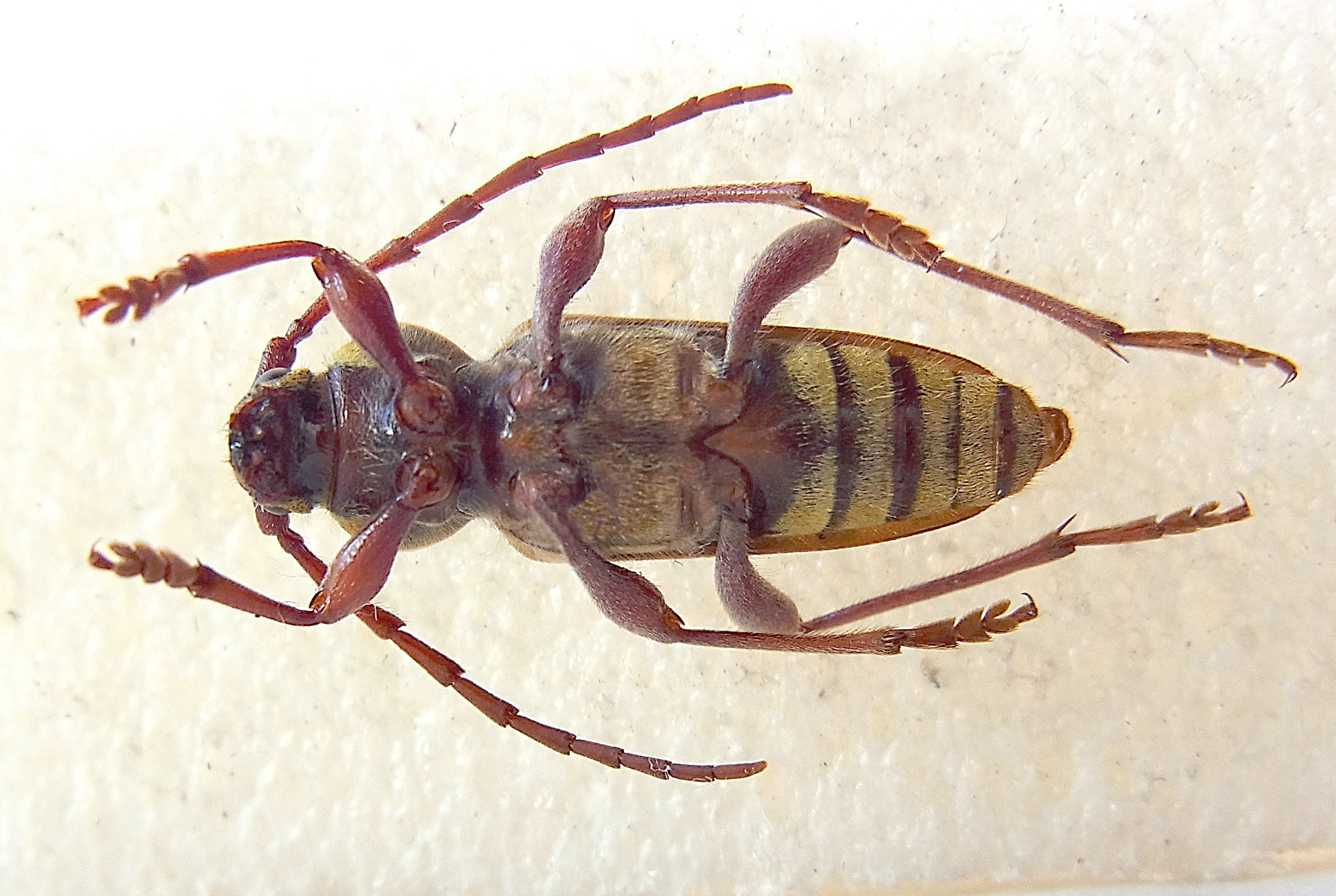
Widok od spodu
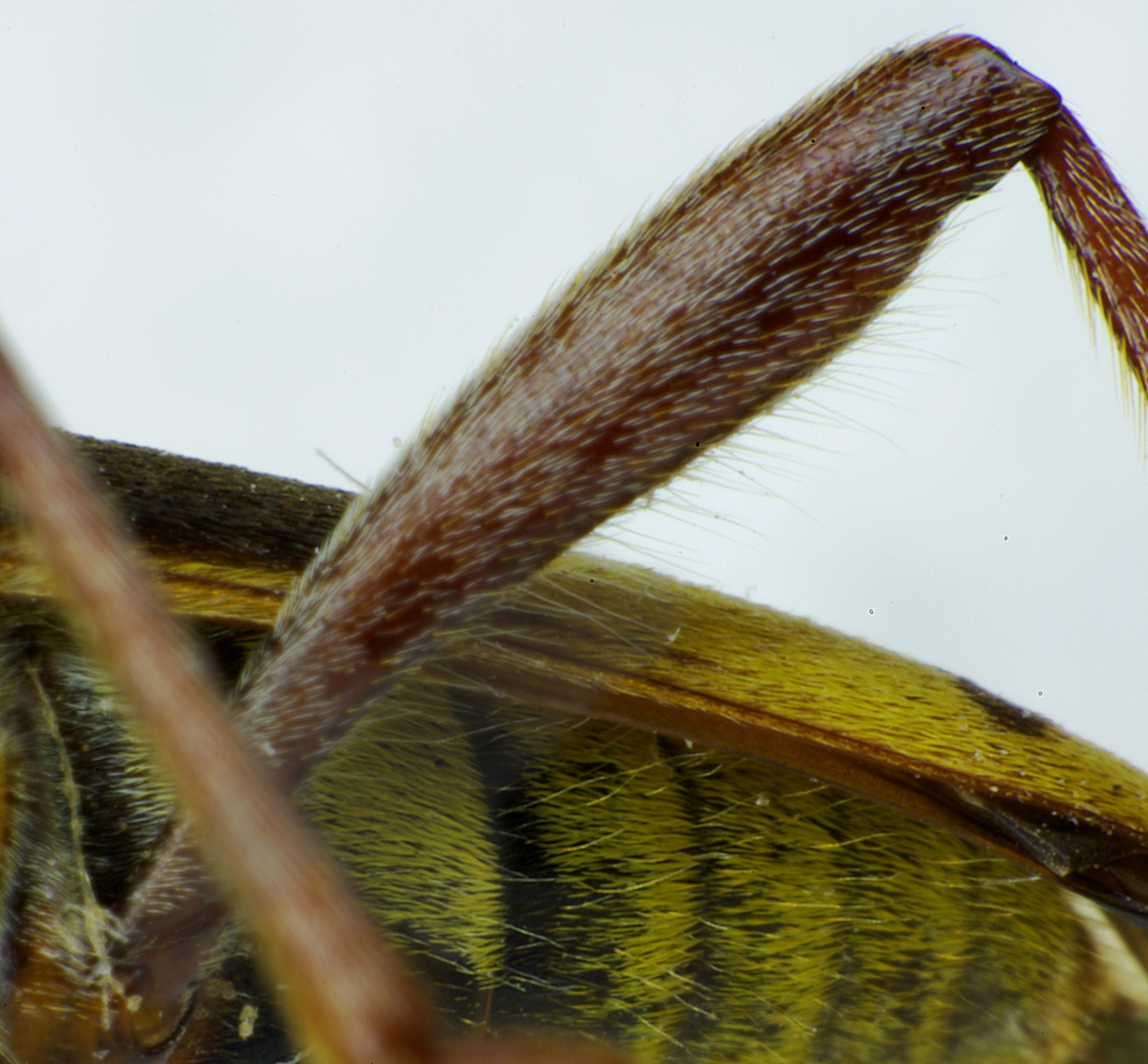
Długie, odstające owłosienie na spodzie uda
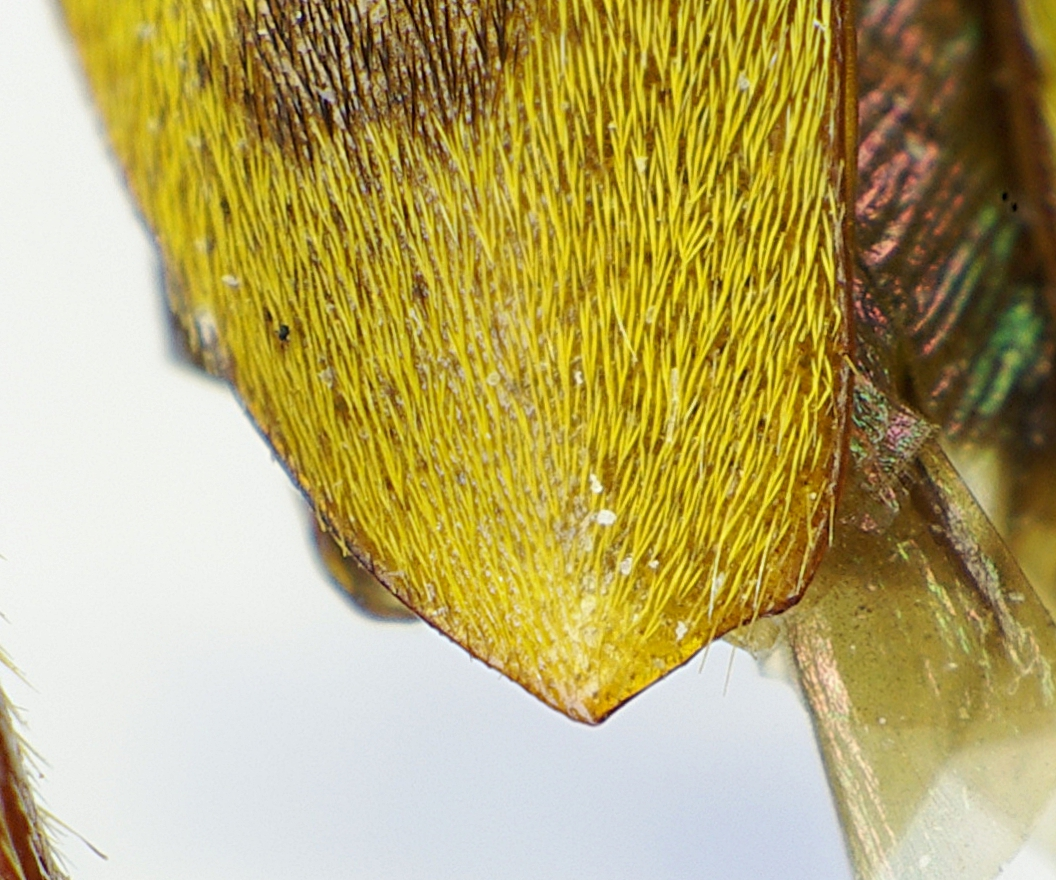
Ząbkowato wyciągnięty kąt zewnętrzny wierzchołka pokryw

Larwa osiąga do 26 mm długości ciała przy przedtułowiu szerokości do 6 mm. Ubarwiona jest biało lub różowobiało. W połowie długości zewnętrznych powierzchni jej żuwaczek znajdują się drobne, podłużne zmarszczki. Powierzchnia przedniej części jej przedplecza jest pomarszczona i drobno dołkowana.

## Biologia i ekologia

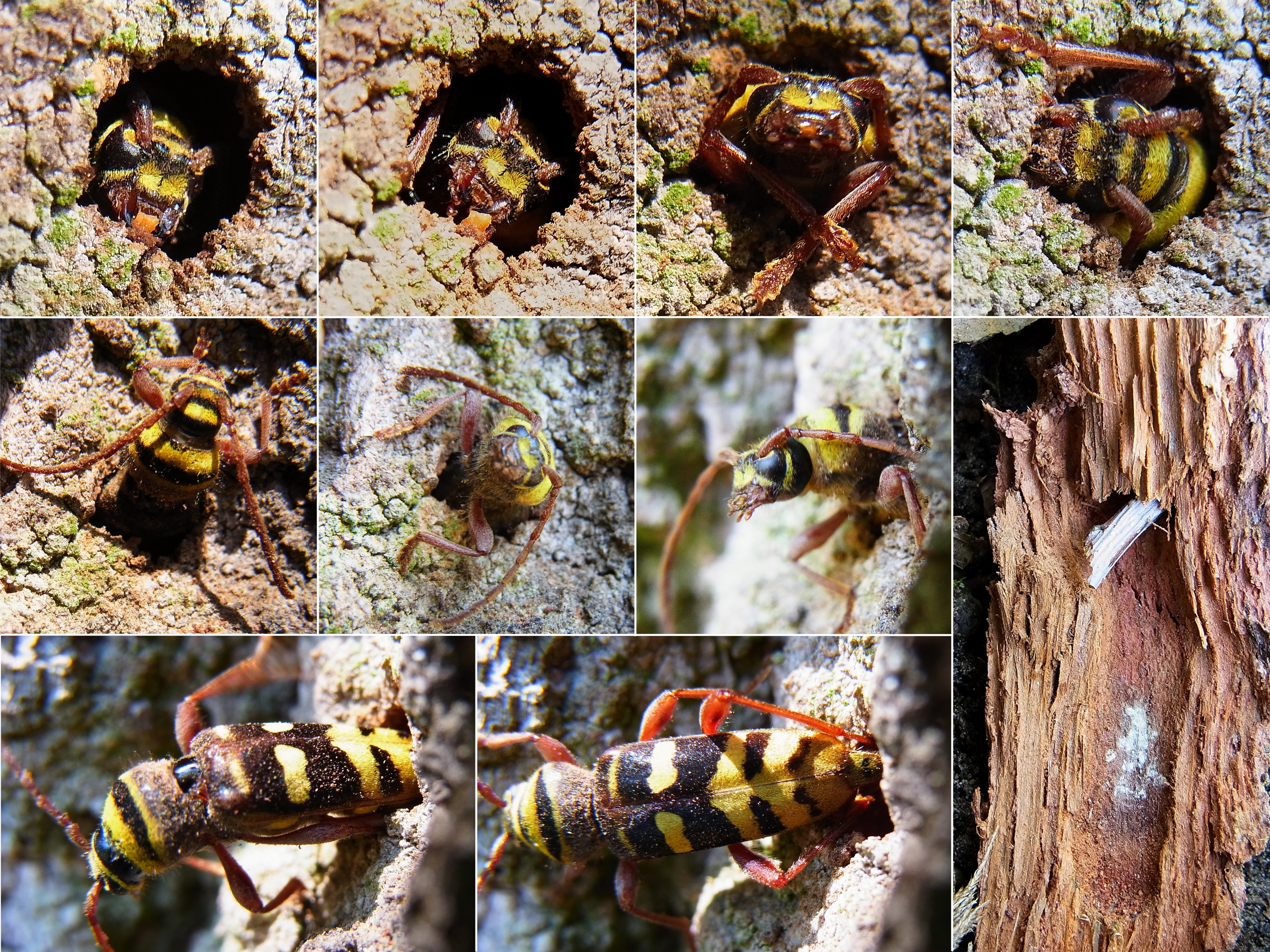
Opuszczanie komory poczwarkowej przez imago

Chrząszcz ciepłolubny. Zamieszkuje lasy i zadrzewienia liściaste i mieszane z dużym udziałem starych dębów, będących jego roślinami żywicielskimi. Sporadycznie żeruje na innych drzewach liściastych – literatura podaje przypadki żerowania na brzozach i kasztanie jadalnym. Jest ksylofagiem. Często bywa zawlekany do składni drewna i tartaków. Bionomią zbliżony jest do paśnika pałączastego, ale rzadszy od niego.
Cykl rozwojowy jest dwuletni. Owady dorosłe według różnych źródeł są aktywne od maja lub połowy czerwca do lipca lub sierpnia. Obserwuje się je na roślinach lęgowych, kwiatów natomiast nie odwiedzają. Samica składa jaja w miejscach nasłonecznionych w szczeliny kory grubych, osłabionych lub niedawno obumarłych drzew, często rosnących w zadrzewieniu bez podszytu lub samotnie. Zwykle jaja składane są w dolnej części pni do wysokości około 2 metrów, ale mogą być też składane na wiatrołomach, grubszych gałęziach i świeżo ściętych pniakach. Żerowanie larwy odbywa się w korze i pod nią, natomiast biel zostaje naruszony w stopniu nieznacznym. Drążone przez larwę chodniki mają płaską formę i szerokość od 11 do 13 mm. Po drugim przezimowaniu na końcu chodnika tworzona jest przez larwę komora poczwarkowa zorientowana równolegle do powierzchni kory. Po przepoczwarczeniu chrząszcz wygryza się z niej eliptycznym otworem wylotowym o długości od 5 do 6 mm i szerokości od 2,5 do 4 mm.

## Rozprzestrzenienie
Owad o rozsiedleniu zachodniopalearktycznym, w Europie znany z prawie wszystkich krajów. Jego północna granica zasięgu przebiega na tym kontynencie przez Wielką Brytanię, Danię i południową Szwecję; brak go w Irlandii, Norwegii i Finlandii. Na wschód sięga po Ural i europejską część Kazachstanu oraz przez Turcję, Syrię, Kaukaz i Zakaukazie po Azję Środkową (Turkmenistan) i Iran. W Polsce występuje na nizinach i obszarach pagórkowatych, ale jest znajdywany rzadko i sporadycznie. W wielu rejonach kraju całkiem wyginął wskutek wyrębu starodrzewi dębowych i przekształceń drzewostanów w mające mniejszy udział dębów.